# Alphitophagus bifasciatus
Alphitophagus bifasciatus är en skalbaggsart som först beskrevs av Thomas Say 1823.  Alphitophagus bifasciatus ingår i släktet Alphitophagus, och familjen svartbaggar. Arten är reproducerande i Sverige.

## Bildgalleri

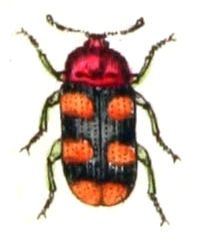